# 新加納陣屋
新加納陣屋（しんかのうじんや）は岐阜県各務原市（美濃国各務郡新加納）にあった旗本坪内氏の陣屋である。

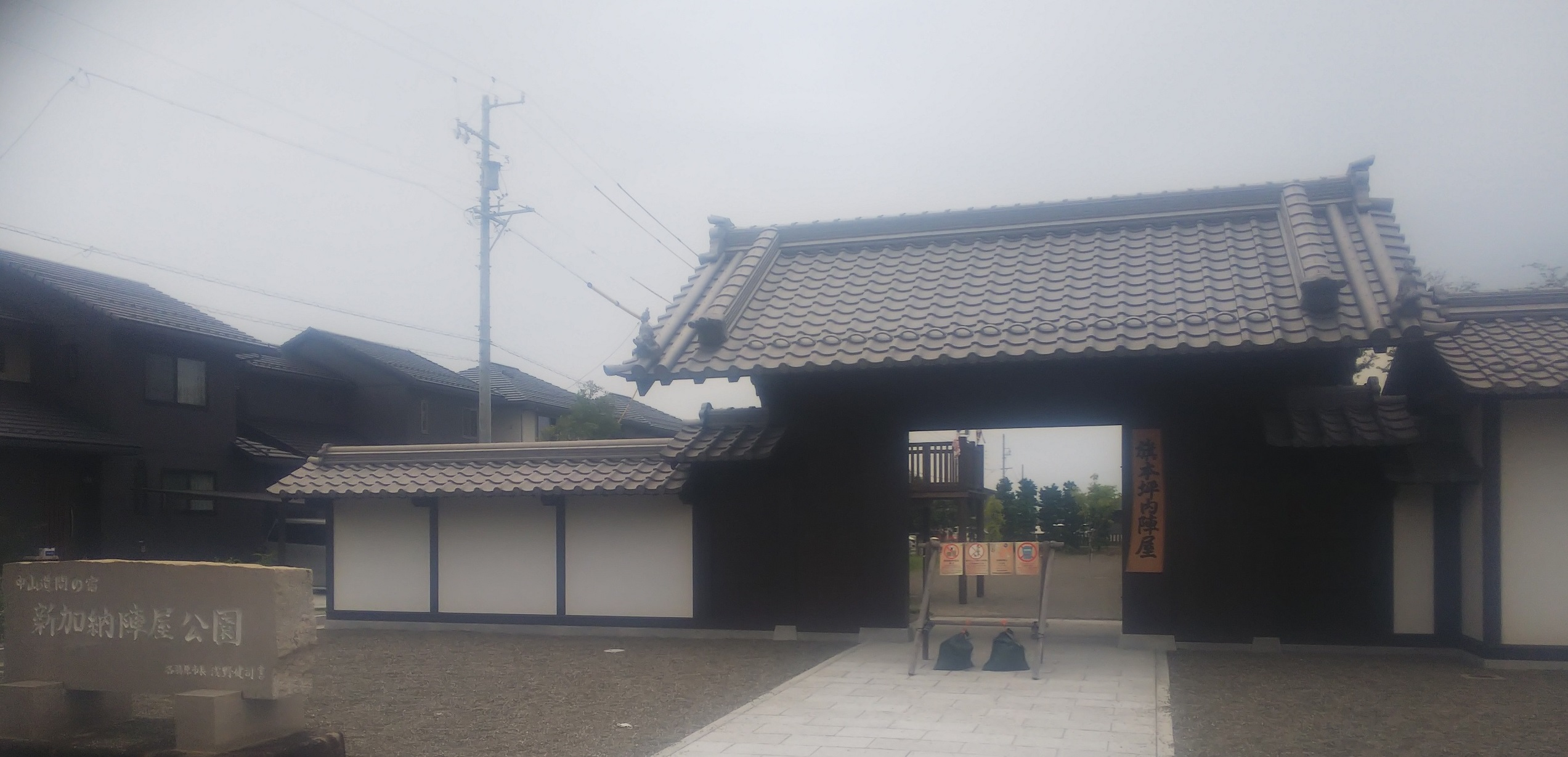
新加納陣屋公園（旗本坪内陣屋）

坪内氏は美濃国羽栗郡（現在の各務原市、羽島郡）、各務郡（現在の各務原市）などを所領とする大身旗本であり、新加納に陣屋を置いていた。
新加納陣屋が存在した新加納は、中山道の鵜沼宿と加納宿の間にあり、間の宿（立場）であった。

## 概要
1600年（慶長5年）、関ヶ原の戦いの戦功によって、付近の松倉城の城主であった坪内利定が美濃国羽栗郡、各務郡20村などを治める旗本となり新加納陣屋を設置した。
坪内氏は、1868年（明治元年）まで続いた。
明治時代に入り解体されたため現地に陣屋の遺構はなく、坪内氏の菩提寺である少林寺南西辺りが跡地であると伝えられてきた。
そこは各務原台地西端の突出した丘状の部分で、南、西、北の三方向に広がる低地を見下ろす位置にある。
2011年（平成23年）1月から3月にかけて行われた発掘調査によって、陣屋を囲んでいた堀の北西角部分と推測される直角に折れ曲がった幅5.2メートル以上、深さ2.7～3.3メートルの堀跡が発見され東西約114メートル、南北約120メートルほどの広さがあった事が確認された。（現地案内板の表記）
新加納地区の土地区画整理事業に合わせ、区画地の一角の1476.02㎡を公園として整備。2020年（令和2年）3月に「新加納陣屋公園」が開園した。尚、この新加納陣屋公園は、本来の新加納陣屋の位置とは必ずしも一致していない（実際の陣屋跡は陣屋公園の南西であり、住宅地になっている。）
新加納陣屋公園内には歴史資料室があり、各務原市木曽川文化史料館に保管されていた新加納の資料が展示してある。歴史資料室の利用は要予約。

## 遺構
上宮寺（岐阜県岐阜市前一色3）には移築されたと伝えられる門がある。

## 所在地
- 岐阜県各務原市那加新加納町

## 交通機関
- 名鉄各務原線 新加納駅より徒歩で約5分。
- 各務原市ふれあいバス：川島線「新加納駅南」バス停より徒歩で約3分。